# Le 6h00 info
 (décembre 2019).
Si vous disposez d'ouvrages ou d'articles de référence ou si vous connaissez des sites web de qualité traitant du thème abordé ici, merci de compléter l'article en donnant les références utiles à sa vérifiabilité et en les liant à la section « Notes et références ».
Le 6h00 info est une émission de télévision française, diffusée depuis le 20 mars 2017 sur France 2. Cette émission matinale propose un journal et des rubriques.

## Rubriques

### Le JT
Du lundi au vendredi, un JT est diffusé en direct.
- L’édition de 6h est présentée par Clémence de la Baume et Samuel Étienne (depuis 2021). Ce JT est présenté par un binôme. Jusqu'à 2019, le JT était seulement présenté par Karine Baste-Régis.

Le samedi, un JT est diffusé en direct.
- L’édition de 6h est présentée par Myriam Bounafaa et Camille Grenu (depuis 2019). Ce JT est présenté par un binôme. Jusqu'en août 2019, le JT était présenté par Johanna Ghiglia et Camille Grenu.

### La météo
- Elle est diffusée avant le 6 heures (édition très courte, présentée en plateau) mais après le journal elle est plus longue.

En semaine :
- Depuis mars 2017: Nathalie Rihouet

## Présentation

### Le 6h00 info
- À partir du 28 août 2023 : Jean-Baptiste Marteau[1].
- Du 20 mars 2017 au 30 juin 2017 : Laurent Bignolas
- Du 28 août 2017 au 21 juin 2023 : Samuel Étienne (semaine)
- Depuis 5 septembre 2021 : Myriam Bounafaa (samedi)

### Jokers
- Clémence de la Baume
- Camille Grenu
- Sébastien Thomas
- Christophe Gascard

## Diffusion
Le 6h00 info est diffusé en direct du lundi au samedi. Lancée de 6 h 00 à 6 h 25 le 20 mars 2017.

## Chroniques

### Du lundi au vendredi
- Le journal : journal télévisé de 12 minutes à 6 h présenté par Clémence de la Baume et Samuel Étienne
- La météo : bulletin présenté par Nathalie Rihouet ou Valerie Maurice à 6 h 12
- Le kiosque : l’actualité à partir de la presse quotidienne à 6 h 14
- L'actu du jour : Toute l'actualité du jour la plus marquante à 6 h 16

### Samedi
- Le journal : journal télévisé de 15 minutes présenté par Camille Grenu et Myriam Bounafaa
- La revue de presse : l’actualité à partir de la presse quotidienne
- L'actu du jour : l'actualité du jour la plus marquante